# Britain's Got Talent
Britain's Got Talent (littéralement « la Grande-Bretagne a du talent ») est une émission de télévision britannique diffusée sur ITV. Ce programme est décliné en français sous les noms de La France a un incroyable talent, Belgium's Got Talent et L'Afrique a un incroyable talent. Le but de cette émission est de découvrir les nouveaux talents britanniques dans des domaines artistiques variés du spectacle (musique, danse, acrobatie, magie, comédie, etc.). Des candidats de tout âge peuvent se présenter, mais doivent être amateurs. Le gagnant a la possibilité de jouer devant la famille royale de Grande-Bretagne à la Royal Variety Performance (en).

## Historique
La première de l'émission a lieu le 9 juin 2007 et le gagnant de cette première saison est Paul Potts, un ténor gallois.
Lors de la deuxième saison, le 31 mai 2008, George Sampson, un danseur de rue qui s'était déjà présenté l'année précédente, remporte cette édition.
Pour la troisième édition, le 30 mai 2009, Diversity un groupe de hip-hop l'emporte devant Susan Boyle.
Le 5 juin 2010, le groupe Spelbound (en) remporte la victoire de cette quatrième édition.
Lors de la 5e saison du programme, le chanteur écossais Jai McDowall remporte la victoire.
Un talent peu commun remporte la 6e saison, Ashleigh & Pudsey (maîtresse avec son chien danseur) feront à eux deux chavirer le cœur du public anglais.
Durant la 7e saison, le groupe Attraction va particulièrement attirer l'attention du public ainsi que du jury dès les auditions avec leur numéro d'ombres chinoises. Lors de la finale, ce-dernier va même émouvoir le célèbre Simon Cowell (créateur de l'émission et producteur du groupe One Direction), plutôt connu pour son côté franc et casseur avec les candidats.
Malgré une finale serrée, le grand vainqueur de la 8e saison de « Britain's Got Talent » est le boys band Collabro.
La saison 9 est diffusée en Grande-Bretagne du 11 avril 2015 au 31 mai 2015 et voit la victoire de Jules O'Dwyer & Matisse.

## Déroulement de l'émission
Des candidats se présentent devant un public et un jury formé de Simon Cowell, Amanda Holden, Alesha Dixon et David Walliams. Les candidats disposent de quelques minutes pour montrer leur talent après avoir répondu aux questions classiques des juges portant sur leur identité, âge et activité. Si une prestation ne plaît pas à un juge, il a la possibilité d'appuyer sur son buzzer. Si les quatre juges appuient sur leur buzzer, le candidat se voit contraint d'arrêter. Les juges commentent ensuite le numéro puis décident à tour de rôle s'ils veulent bien laisser une chance pour se représenter aux demi-finales en disant soit yes (oui) soit no (non). Le vote se fait à la majorité.
Néanmoins tous les candidats qui ont reçu l'aval des juges lors des auditions devront faire face à une deuxième sélection qui se fera en concertation entre les juges sans la présence des candidats. Une fois leur décision prise, le jury réunit des candidats pour leur annoncer s'ils accèdent ou non à la demi-finale.
Les demi-finales, contrairement aux auditions, sont des émissions diffusées en direct. Les candidats apparaissent donc à nouveau devant les juges, un public et les téléspectateurs. Les juges ont toujours devant eux leurs buzzers et peuvent toujours les utiliser de la même manière que lors des auditions. Une fois que tous les numéros ont été présentés, les téléspectateurs peuvent voter par téléphone. Celui qui a engrangé le plus de votes accède à la finale. Concernant le deuxième et le troisième, ce sont les juges qui se doivent de les départager donnant chacun leur préférence pour l'un des deux prétendants. La finale est également diffusée en direct. Les candidats se représentent à nouveau toujours dans les mêmes conditions.
Dès la 8ème saison, le "Golden Buzzer" est introduit. L'un des jurés peut, s'il le souhaite, prendre la décision d'appuyer sur ce buzzer pour permettre au candidat qui vient de présenter son numéro d'accéder directement aux demi-finales. Cependant, chaque juré ne peut appuyer qu'une seule fois sur ce buzzer.

## Bilan
| Saison | Première      | Finale          | Prix du vainqueur | Vainqueur               | Deuxième              | Troisième       | Présentateurs | Présentateurs   | Juges        | Juges         | Juges            | Juges            | Juge(s) invité(s) |
| Saison | Première      | Finale          | Prix du vainqueur | Vainqueur               | Deuxième              | Troisième       | Principal     | Coulisses       | Juges        | Juges         | Juges            | Juges            | Juge(s) invité(s) |
| ------ | ------------- | --------------- | ----------------- | ----------------------- | --------------------- | --------------- | ------------- | --------------- | ------------ | ------------- | ---------------- | ---------------- | ----------------- |
| 1      | 9 juin 2007   | 17 juin 2007    | 100,000 £         | Paul Potts              | pas annoncé           | pas annoncé     | Ant & Dec     | Stephen Mulhern | Simon Cowell | Amanda Holden | Piers Morgan     | NC               | NC                |
| 2      | 12 avril 2008 | 31 mai 2008     | 100,000 £         | George Sampson          | Signature             | Andrew Johnston | Ant & Dec     | Stephen Mulhern | Simon Cowell | Amanda Holden | Piers Morgan     | NC               | NC                |
| 3      | 11 avril 2009 | 30 mai 2009     | 100,000 £         | Diversity               | Susan Boyle           | Julian Smith    | Ant & Dec     | Stephen Mulhern | Simon Cowell | Amanda Holden | Piers Morgan     | NC               | Kelly Brook       |
| 4      | 17 avril 2010 | 5 juin 2010     | 100,000 £         | Spelbound               | Twist and Pulse       | Kieran Gaffney  | Ant & Dec     | Stephen Mulhern | Simon Cowell | Amanda Holden | Piers Morgan     | NC               | Louis Walsh       |
| 5      | 16 avril 2011 | 4 juin 2011     | 100,000 £         | Jai McDowall            | Ronan Parke           | New Bounce      | Ant & Dec     | Stephen Mulhern | Simon Cowell | Amanda Holden | Michael McIntyre | David Hasselhoff | Louis Walsh       |
| 6      | 24 mars 2012  | 12 mai 2012     | 500,000 £         | Ashleigh & Pudsey       | Jonathan et Charlotte | Only Boys Aloud | Ant & Dec     | Stephen Mulhern | Simon Cowell | Amanda Holden | Alesha Dixon     | David Walliams   | Carmen Electra    |
| 7      | 13 avril 2013 | 8 juin 2013     | 250,000 £         | Attraction              | Jack Carroll          | Richard & Adam  | Ant & Dec     | Stephen Mulhern | Simon Cowell | Amanda Holden | Alesha Dixon     | David Walliams   | NC                |
| 8      | 12 avril 2014 | 7 juin 2014     | 250,000 £         | Collabro                | Lucy Kay              | Bars & Melody   | Ant & Dec     | Stephen Mulhern | Simon Cowell | Amanda Holden | Alesha Dixon     | David Walliams   | Ant & Dec         |
| 9      | 11 avril 2015 | 31 mai 2015     | 250,000 £         | Jules O'Dwyer & Matisse | Jamie Raven           | Côr Glanaethwy  | Ant & Dec     | Stephen Mulhern | Simon Cowell | Amanda Holden | Alesha Dixon     | David Walliams   | NC                |
| 10     | 9 avril 2016  | 28 mai 2016     | 250,000 £         | Richard Jones           | Wayne Woodward        | Boogie Storm    | Ant & Dec     | Stephen Mulhern | Simon Cowell | Amanda Holden | Alesha Dixon     | David Walliams   | Kathleen Williams |
| 11     | 15 avril 2017 | 3 juin 2017     | 250,000 £         | Tokio Myers             | Issy Simpson          | Daliso Chaponda | Ant & Dec     | Stephen Mulhern | Simon Cowell | Amanda Holden | Alesha Dixon     | David Walliams   | NC                |
| 12     | 14 avril 2018 | 3 juin 2018     | 250,000 £         | Lost Voice Guy          | Robert White          | Donchez Dacres  | Ant & Dec     | Stephen Mulhern | Simon Cowell | Amanda Holden | Alesha Dixon     | David Walliams   | NC                |
| 13     | 6 avril 2019  | 2 juin 2019     | 250,000 £         | Colin Thackery          | X Marc Spellman       | Ben Hart        | Ant & Dec     | Stephen Mulhern | Simon Cowell | Amanda Holden | Alesha Dixon     | David Walliams   | NC                |
| 14     | 11 avril 2020 | 10 octobre 2020 | 250,000 £         | Jon Courtenay           | Sign Along with Us    | Steve Royle     | Ant & Dec     | NC              | Simon Cowell | Amanda Holden | Alesha Dixon     | David Walliams   | Ashley Banjo      |
| 15     | 16 avril 2022 | 5 juin 2022     | 250,000 £         | Axel Blake              | Jamie Leahey          | Tom Ball        | Ant & Dec     | NC              | Simon Cowell | Amanda Holden | Alesha Dixon     | David Walliams   | NC                |
| 16     | 15 avril 2023 | 4 juin 2023     | 250,000 £         | Viggo Venn              | Liliana Clifton       | Cilian O'connor | Ant & Dec     | NC              | Simon Cowell | Amanda Holden | Alesha Dixon     | Bruno Tonioli    | NC                |